# Championnat de France masculin de handball 2013-2014
Navigation
Division 1 2012-2013 Division 1 2014-2015
Le Championnat de France masculin de handball 2013-2014 est la soixante-deuxième édition de cette compétition et la vingt-septième édition depuis que la dénomination de Division 1 a été posée. Le championnat de Division 1 de handball est le plus haut niveau du championnat de France de ce sport. L'US Dunkerque HGL, en tête depuis la 11e journée, remporte le premier titre de son histoire en devançant le Paris Saint-Germain, champion en titre, et le Montpellier AHB.
En bas du classement, l'US Ivry est relégué en Championnat de France de D2 après 57 saisons en D1. Le Dijon Bourgogne Handball, dernier, est le second club relégué.

## Participants
Quatorze clubs ont participé à cette édition de la compétition, les douze premiers du précédent championnat ainsi que le champion de France de ProD2 2012-2013 (USAM Nîmes) et le vainqueur des playoffs d'accès à la D1 (Dijon Bourgogne HB).
Lors de cette saison, cinq clubs représentent la France dans les deux principales coupes européennes. Le Paris Saint-Germain et Dunkerque HGL, respectivement champion et vice-champion en titre, sont qualifiés en Ligue des champions. Montpellier AHB ayant perdu lors du tournoi Wild-Card de la Ligue des champions, il est reversé au 3e tour de la Coupe de l'EHF, compétition où entrent au 2e tour le Chambéry SH, quatrième de la saison précédente, et le HBC Nantes qui bénéficie d'une place supplémentaire accordée par l'EHF pour participer à une compétition à laquelle ils ont brillé lors de l'édition précédente (finaliste).
| \| Aix Nîmes Chambéry Sélestat Montpellier Dunkerque St-Raphaël Nantes Cesson-Rennes Tremblay Ivry Dijon Paris Toulouse \| Localisation des clubs engagés dans le championnat. En rouge, le champion. |
| Aix Nîmes Chambéry Sélestat Montpellier Dunkerque St-Raphaël Nantes Cesson-Rennes Tremblay Ivry Dijon Paris Toulouse                                                                                  |

Légende des couleurs
- Phase de groupes de la Ligue des champions 2013-2014
- Tournoi de Wild Card de la Ligue des champions 2013-2014 (reversé en Coupe de l'EHF)
- Qualifié pour la Coupe de l'EHF masculine 2013-2014
- Promu de Pro D2 2012-2013

| Club                             | Classement 2012-2013 | Entraîneur                                               | Salle                                                                          | Capacité théorique |
| -------------------------------- | -------------------- | -------------------------------------------------------- | ------------------------------------------------------------------------------ | ------------------ |
| Paris Saint-Germain              | 1                    | Philippe Gardent                                         | Stade Pierre-de-Coubertin Halle Georges-Carpentier                             | 4 016 4 272        |
| Dunkerque HGL                    | 2                    | Patrick Cazal                                            | Salle Dewerdt                                                                  | 2 500              |
| Montpellier AHB                  | 3                    | Patrice Canayer                                          | Palais des sports René-Bougnol Park&Suites Arena                               | 3 000 8 500        |
| Chambéry Savoie Handball         | 4                    | Mario Cavalli                                            | Le Phare                                                                       | 4 500              |
| HBC Nantes                       | 5                    | Thierry Anti                                             | Palais des sports de Beaulieu Hall XXL du Parc des expositions de la Beaujoire | 5 500 9 357        |
| Saint-Raphaël Var Handball       | 6                    | Christian Gaudin                                         | Palais des sports Jean-François-Krakowski                                      | 2 000              |
| Cesson Rennes Métropole Handball | 7                    | David Christmann                                         | Palais des sports de la Valette Le Liberté                                     | 1 400 4 000        |
| Sélestat Alsace handball         | 8                    | Jean-Luc Le Gall                                         | CSI Sélestat Rhénus Sport                                                      | 2 200 5 500        |
| Pays d'Aix UCH                   | 9                    | Jérémy Roussel / Zvonimir Serdarušić                     | Complexe du Val de l'Arc                                                       | 1 200              |
| US Ivry HB                       | 10                   | Pascal Léandri                                           | Gymnase Auguste-Delaune                                                        | 1 500              |
| Fenix Toulouse Handball          | 11                   | Joël Da Silva                                            | Palais des sports André-Brouat                                                 | 3 751              |
| Tremblay-en-France Handball      | 12                   | Stéphane Imbratta Dragan Zovko                           | Palais des sports                                                              | 1 020              |
| USAM Nîmes Gard                  | 1 (D2)               | Jérôme Chauvet                                           | Le Parnasse                                                                    | 4 191              |
| Dijon Bourgogne Handball         | 3 (D2)               | Denis Lathoud · ( Ulrich Chaduteaud) · / Elena Groposila | Palais des sports Jean-Michel-Geoffroy                                         | 4 000              |

## Budgets
Le budget des clubs de D1, exprimée en millions d'Euros, est :
| Clubs                               | Budgets  | Budgets         | Budgets    | Budgets    |
| Clubs                               | 2013-14  | Évolution       | Évolution  | 2012-13    |
| ----------------------------------- | -------- | --------------- | ---------- | ---------- |
| Paris Saint-Germain Handball        | 13,58 M€ | en augmentation | 46.3 %     | 9,28 M€    |
| Montpellier Handball                | 6,61 M€  | en diminution   | -10.8 %    | 7,41 M€    |
| Dunkerque Handball Grand Littoral   | 4,60 M€  | en augmentation | 31.4 %     | 3,50 M€    |
| Chambéry Savoie Handball            | 4,16 M€  | en diminution   | -6.7 %     | 4,46 M€    |
| Handball Club de Nantes             | 3,80 M€  | en augmentation | 18.7 %     | 3,20 M€    |
| Saint-Raphaël Var Handball          | 3,50 M€  | en augmentation | 16.7 %     | 3,00 M€    |
| Tremblay-en-France Handball         | 3,45 M€  | en augmentation | 30.2 %     | 2,65 M€    |
| Pays d'Aix Université Club handball | 2,89 M€  | en augmentation | 31.9 %     | 2,19 M€    |
| Union sportive d'Ivry Handball      | 2,78 M€  | en augmentation | 12.1 %     | 2,48 M€    |
| Fenix Toulouse Handball             | 2,74 M€  | en stagnation   | 0 %        | 2,74 M€    |
| USAM Nîmes Gard                     | 2,24 M€  | NC (promu)      | NC (promu) | NC (promu) |
| Sélestat Alsace handball            | 2,23 M€  | en augmentation | 15.5 %     | 1,93 M€    |
| Cesson Rennes Métropole Handball    | 1,96 M€  | en augmentation | 5.4 %      | 1,86 M€    |
| Dijon Bourgogne HB                  | 1,94 M€  | NC (promu)      | NC (promu) | NC (promu) |
| Budget moyen*                       | 4,03 M€  | en augmentation | 13,6 %     | 3,72 M€    |
| Budget moyen (hors PSG)*            | 3,30 M€  | en augmentation | 11,1 %     | 3,22 M€    |

*Les moyennes 2012-2013 sont calculées pour les clubs non promus.

## Compétition

### Qualification européenne
| Qualifications européennes à l'issue de la saison 2012-2013 | Qualifications européennes à l'issue de la saison 2012-2013                |
| Compétition                                                 | Clubs                                                                      |
| ----------------------------------------------------------- | -------------------------------------------------------------------------- |
| Ligue des champions, phase de groupes                       | Paris Saint-Germain (Champion de France) Dunkerque HGL (2e du championnat) |
| Coupe de l'EHF, 3e tour                                     | Montpellier AHB (3e du championnat)                                        |
| Coupe de l'EHF, 2e tour                                     | Chambéry SH (4e du championnat) HBC Nantes (5e du championnat)             |

Le 7 janvier 2014, la Fédération européenne de handball (EHF) a modifié le règlement d'attribution des places en coupes européennes.
À partir de la saison 2014/15, il n'y aura aucune allocation automatique d'une deuxième place en Ligue des champions sauf pour les deux premières nations du classement européen, à savoir l'Allemagne et l'Espagne.
Il sera possible de demander une place supplémentaire à la condition que le demandeur soit qualifié pour la Coupe de l'EHF. L'attribution de cette place sera décidée par un comité exécutif.
En théorie, la France ne dispose donc que d'une seule place en Ligue des champions et trois places en Coupe de l'EHF, avec possibilité pour ces trois clubs de déposer un dossier auprès de l'EHF pour obtenir une qualification en Ligue des champions.
Les modalités de qualification adoptées par le Comité Directeur de la LNH pour la saison 2013/2014 sont les suivantes :
- Le champion de France 2013/2014 (c'est-à-dire le Dunkerque HGL) est qualifié en Ligue des champions,
- Le vice-champion de France 2013/2014 (c'est-à-dire le Paris Saint-Germain) est qualifié en Coupe de l'EHF,
- Les vainqueurs des éditions 2013/2014 de la Coupe de la Ligue (c'est-à-dire le Montpellier AHB) et de la Coupe de France (c'est-à-dire le Paris Saint-Germain) sont qualifiés en Coupe de l'EHF. Le PSG étant déjà qualifié via le championnat, la troisième place qualificative pour la Coupe de l'EHF est donc attribuée au HBC Nantes, quatrième du championnat.

Finalement, les candidatures du Paris Saint-Germain et du Montpellier AHB sont tous deux acceptées et les deux clubs sont qualifiés pour disputer directement la Ligue des champions,.

### Classement final
| \| \| Équipe \| Pts \| J \| G \| N \| P \| Bp \| Bc \| Diff \| Dép \| \| -- \| ---------------------------- \| ---- \| -- \| -- \| - \| -- \| --- \| --- \| ---- \| ----- \| \| 1 \| Dunkerque HGL \| 43 \| 26 \| 21 \| 1 \| 4 \| 675 \| 602 \| 73 \| / \| \| 2 \| Paris Saint-Germain (T, F) \| 40 \| 26 \| 19 \| 2 \| 5 \| 825 \| 730 \| 95 \| / \| \| 3 \| Montpellier AHB (L)[a 1] \| 38-2 \| 26 \| 19 \| 2 \| 5 \| 824 \| 703 \| 121 \| / \| \| 4 \| HBC Nantes \| 35 \| 26 \| 17 \| 1 \| 8 \| 741 \| 669 \| 72 \| / \| \| 5 \| Fenix Toulouse \| 33 \| 26 \| 16 \| 1 \| 9 \| 730 \| 702 \| 28 \| / \| \| 6 \| Saint-Raphaël VHB \| 29 \| 26 \| 14 \| 1 \| 11 \| 752 \| 756 \| -4 \| / \| \| 7 \| Cesson Rennes MHB \| 27 \| 26 \| 12 \| 3 \| 11 \| 698 \| 720 \| -22 \| 3 pts \| \| 8 \| Chambéry Savoie HB (C) \| 27 \| 26 \| 13 \| 1 \| 12 \| 766 \| 744 \| 22 \| 1 pt \| \| 9 \| Pays d'Aix UC \| 19 \| 26 \| 8 \| 3 \| 15 \| 680 \| 750 \| -70 \| 4 pts \| \| 10 \| USAM Nîmes Gard (P) \| 19 \| 26 \| 9 \| 1 \| 16 \| 694 \| 728 \| -34 \| 0 pt \| \| 11 \| Sélestat Alsace handball \| 17 \| 26 \| 7 \| 3 \| 16 \| 713 \| 767 \| -54 \| / \| \| 12 \| Tremblay-en-France Handball \| 15 \| 26 \| 6 \| 3 \| 17 \| 672 \| 750 \| -78 \| / \| \| 13 \| US Ivry \| 11 \| 26 \| 4 \| 3 \| 19 \| 660 \| 715 \| -55 \| / \| \| 14 \| Dijon Bourgogne Handball (P) \| 9 \| 26 \| 3 \| 3 \| 20 \| 636 \| 730 \| -94 \| / \| | - Champion de France et qualification pour la Ligue des champions - Qualification sur dossier pour la Ligue des champions - Qualification pour la Coupe de l'EHF - Qualification sur dossier pour la Coupe de l'EHF - Relégation en Division 2 - (T) : Tenant du titre - (P) : Promu de Division 2 - (C) : Vainqueur du Trophée des champions - (L) : Vainqueur de la Coupe de la Ligue - (F) : Vainqueur de la Coupe de France - -2 : Points de pénalité reçus |      |    |    |   |    |     |     |      |       |
| | Équipe | Pts  | J  | G  | N | P  | Bp  | Bc  | Diff | Dép   |
| 1 | Dunkerque HGL | 43   | 26 | 21 | 1 | 4  | 675 | 602 | 73   | /     |
| 2 | Paris Saint-Germain (T, F) | 40   | 26 | 19 | 2 | 5  | 825 | 730 | 95   | /     |
| 3 | Montpellier AHB (L) | 38-2 | 26 | 19 | 2 | 5  | 824 | 703 | 121  | /     |
| 4 | HBC Nantes | 35   | 26 | 17 | 1 | 8  | 741 | 669 | 72   | /     |
| 5 | Fenix Toulouse | 33   | 26 | 16 | 1 | 9  | 730 | 702 | 28   | /     |
| 6 | Saint-Raphaël VHB | 29   | 26 | 14 | 1 | 11 | 752 | 756 | -4   | /     |
| 7 | Cesson Rennes MHB | 27   | 26 | 12 | 3 | 11 | 698 | 720 | -22  | 3 pts |
| 8 | Chambéry Savoie HB (C) | 27   | 26 | 13 | 1 | 12 | 766 | 744 | 22   | 1 pt  |
| 9 | Pays d'Aix UC | 19   | 26 | 8  | 3 | 15 | 680 | 750 | -70  | 4 pts |
| 10 | USAM Nîmes Gard (P) | 19   | 26 | 9  | 1 | 16 | 694 | 728 | -34  | 0 pt  |
| 11 | Sélestat Alsace handball | 17   | 26 | 7  | 3 | 16 | 713 | 767 | -54  | /     |
| 12 | Tremblay-en-France Handball | 15   | 26 | 6  | 3 | 17 | 672 | 750 | -78  | /     |
| 13 | US Ivry | 11   | 26 | 4  | 3 | 19 | 660 | 715 | -55  | /     |
| 14 | Dijon Bourgogne Handball (P) | 9    | 26 | 3  | 3 | 20 | 636 | 730 | -94  | /     |

1. ↑  La CNACG de la LNH a infligé 2 points de pénalité au Montpellier AHB pour irrégularité dans la présentation de son budget prévisionnel, ce qui a généré « un avantage indu rompant ainsi l’équilibre compétitif avec ses concurrents »[5].

En cas d'égalité de points, le règlement veut que les équipes se départagent selon les matchs de championnat opposant les deux équipes à égalité. Si égalité de but, l'équipe ayant marqué le plus de buts à l'extérieur l'emporte. Si les deux équipes restent sur un score nul et égal à l'issue des deux matchs aller et retour (par exemple 19-19 et 19-19), la règle de la différence des buts au classement général (différence entre buts mis et buts encaissés) s'applique.

### Principaux évènement de la saison
- 7 septembre : demi-finales du Trophée des champions 2013. Dunkerque HGL s'impose 32 à 23 face au Montpellier AHB et le Chambéry Savoie Handball s'est imposé face au Paris Saint-Germain Handball aux tirs au but 5 à 4 (28 - 28 à la fin du temps réglementaire).
- 8 septembre : finale du Trophée des champions 2013. Chambéry Savoie Handball remporte son premier titre depuis onze ans en battant le Dunkerque HBGL, tenant du titre, 23 à 21.
- 10 septembre : Noka Serdarušić rejoint le Pays d'Aix Université Club handball en tant que conseiller technique auprès du club pour une durée de 4 mois
- 12 septembre : premier match de la saison en Championnat. Le Fenix Toulouse Handball reçoit le Paris Saint-Germain Handball et fait match nul 29 à 29.
- 6 octobre : 4e journée du Championnat. Le Paris Saint-Germain Handball s'impose à domicile 30 à 29 face au Montpellier AHB.
- 29 novembre : Stéphane Imbratta, entraîneur du Tremblay-en-France Handball depuis 2008, est démis de ses fonctions. Il est remplacé par Dragan Zovko.
- 5 décembre : 10e journée du Championnat (match en retard). Victoire 25-21 de Dunkerque HGL sur le Paris S-G qui subit sa première défaite de la saison. Dunkerque prend la tête du championnat à son adversaire sur soir à la différence de but particulière, avec 2 points d'avance sur le Montpellier AHB.
- 7 décembre : premier All-Star Game du Championnat réunissant les meilleurs joueurs évoluant en LNH. La sélection française s'impose 55 à 54 face à la sélection étrangère.
- 12 décembre : 12e journée du Championnat. Le HBC Nantes bat le record de spectateur en D1 avec 9 357 spectateurs dans le hall XXL du Parc des expositions de la Beaujoire. Les Nantais s'imposent 30 à 26 face au Paris S-G qui subit ainsi sa deuxième défaite consécutive en championnat. Le lendemain, Dunkerque HGL, vainqueur difficile de Dijon 26 à 25, réalise la bonne opération de la journée en prenant 2 points d'avance sur Paris et 4 sur le Montpellier AHB, battu 30 à 31 à Saint-Raphaël.
- 17 au 22 décembre : 16e de finale de la Coupe de France masculine 2013-2014. Parmi les clubs de D1, seul l'US Ivry, battu à Pontault-Combault 28 à 29, est éliminé. À noter la victoire 35 à 30 du Paris-SG à Créteil, leader invaincu de la D2.
- 19 décembre : 13e journée du Championnat. Malgré sa défaite 17 à 21 à Chambéry, Dunkerque est champion d'automne. Paris S-G est deuxième avec le même nombre de points et le Montpellier AHB complète le podium avec 2 points de retards. En bas de tableau, un match à trois entre Dijon (6 points), Tremblay-en-France (6 points) et Ivry (5 points) semble se dessiner pour déterminer les deux clubs relégués.
- 31 janvier : Denis Lathoud est démis de ses fonctions d'entraîneur du Dijon Bourgogne Handball. C'est le deuxième entraîneur du championnat de France à être limogé après Stéphane Imbratta à Tremblay[6].
- Du 1er au 2 février : Final Four de la Coupe de la Ligue masculine. Le Montpellier AHB remporte son 9e titre en battant en finale 34 à 21 le Saint-Raphaël VHB. Ces derniers se sont imposés en demi-finale du Paris Saint-Germain aux tirs au but et les Montpelliérains ont dominé le Dunkerque HGL, leader du Championnat.
- 4 février : Le Montpellier AHB est sanctionné de 2 points au classement du Championnat par la Commission nationale d’aide au contrôle à la gestion (CNACG) en raison du non-respect de son budget prévisionnel pour la saison 2012-2013.
- 7 février : Jérémy Roussel, entraîneur du Pays d'Aix UCH depuis 2010, est le 3e entraîneur du championnat de France à être limogé. Il est remplacé peu de temps après par Zvonimir Serdarušić.
- 25 février : révélation du contrôle positif de Geoffroy Krantz à la nandrolone. Il est provisoirement suspendu de participer à tous matchs en attendant une décision de la commission nationale de discipline[7].
- Du 27 février au 2 mars: 8es de finale de la Coupe France. Parmi les résultats, on peut noter les victoires du HBC Nantes (5e du championnat de France) 29 à 21 à Dunkerque (leader du championnat), du Pays d'Aix UCH (10e du championnat) 36 à 28 à Saint-Raphaël (6e du championnat) et du Paris Saint-Germain (2e du championnat) 27 à 26 à Montpellier (3e du championnat).
- 18 mars : Jean-François Krakowski, président du Saint-Raphaël Var Handball, annonce, avec un an d'avance, que l'entraineur Christian Gaudin ne sera pas reconduit dans ses fonctions la saison prochaine[8].
- 19 mars : Jérémy Roussel, entraineur remercié le mois précédent du Pays d'Aix UCH (D1M), prendra les commandes du Metz Handball (D1F) à compter de la saison 2014-2015[9].
- 20 mars : 19e journée du Championnat. Dunkerque, battu à domicile 24 à 25 par le HBC Nantes, n'a plus qu'un point d'avance sur le Paris S-G et trois sur Montpellier. En marge de la victoire montpelliéraine au Pays d'Aix UCH 28 à 29 à la dernière seconde sur un jet de 7 m de Jure Dolenec, les deux arbitres ont été pris à partie sur le parking de la salle aixoise[10].
- 27 mars : 20e journée du Championnat. Dunkerque s'impose 27 à 25 à Paris et conforte sa place de leader avec trois points d'avance sur son adversaire du soir et sur Montpellier, vainqueur la veille de Saint-Raphaël 35 à 31. Dans la lutte pour le maintien, Tremblay remporte une victoire importante 28 à 27 face à Chambéry et possède ainsi respectivement deux et quatre points d'avance sur Ivry et Dijon.
- 4 avril : Elena Groposila, ancienne joueuse et entraîneur du Cercle Dijon Bourgogne féminin, est nommée entraîneur du club masculin Dijon Bourgogne Handball, en remplacement de Denis Lathoud remercié en février. Groposila est la première femme de l'histoire de la LNH à assurer le rôle d’entraîneur.
- 8 avril : David Christmann, entraîneur de Cesson depuis 1999, signe un contrat de 5 ans au Tremblay-en-France Handball à compter de la saison 2014-2015[11].
- 15 avril : Thierry Omeyer et William Accambray quittent le Montpellier AHB pour le Paris Saint-Germain à compter de la saison suivante[12]. À Montpellier, ils seront respectivement remplacés par le Croate Venio Losert et le Slovène Borut Mačkovšek, tandis qu'Arnaud Siffert, Mathieu Grebille et Dragan Gajić ont prolongé leur contrat[12]. Wissem Hmam est quant à lui laissé libre.
- 17 avril : 22e journée du Championnat. Dunkerque s'impose 26 à 25 à Montpellier (3e), trois semaines après en avoir fait de même chez son dauphin Paris. À quatre journées de la fin, le club nordiste a son destin en main pour remporter son premier titre de champion de France. Dans la lutte pour le maintien, Tremblay s’impose à Dijon 26 à 29 et s'échappe de la zone de relégation où se trouvent toujours Ivry et Dijon avec respectivement 4 et 5 points de retard sur Sélestat qui n'a toujours pas gagné de match en 2014.
- 26 avril : Joël Da Silva actuel entraîneur du Fenix Toulouse Handball quittera son poste à la fin de la saison. Il remplacera Christian Gaudin à la tête du Saint-Raphaël Var Handball.
- 8 mai : Au terme de la 24e journée, le club de Dunkerque est sacré champion de France, pour la première fois, grâce à la victoire 36 à 26 du Montpellier Agglomération Handball sur le PSG Handball. Malgré une égalité de points au classement, le club parisien se retrouve troisième derrière les héraultais à deux matchs de la fin de la saison.
- 13 mai : Geoffroy Krantz est suspendu pour 1 an par la commission antidopage de la Fédération Française de Handball[13]. Il avait été contrôlé positif à la nandrolone lors d'un contrôle le 21 janvier 2014[7].
- 14 mai : après 57 ans de présence ininterrompue au sein de l'élite du handball français ponctuées de huit titres de champion de France, l'US Ivry est reléguée en division 2 à la suite de sa défaite face à Montpellier AHB 25 à 30[14].
- 18 mai : Montpellier AHB s'incline face à Pick Szeged en finale de la Coupe de l'EHF.
- 21 mai : après cinq mois en tant qu'entraîneur adjoint à Tremblay ayant permis le maintien du club Séquano-Dionysien, Rastko Stefanovič sera le nouvel entraîneur de l'US Ivry, relégué en division 2. Il succède à Pascal Léandri qui occupera la fonction de directeur sportif du club ivryen.
- 22 mai : dernière journée du Championnat. En s'inclinant à Chambéry 33 à 30, Montpellier cède sa deuxième place aux dépens de Paris, vainqueur de Cesson Rennes[15].
- 25 mai : Le Paris Saint-Germain remporte la coupe de France nationale masculine face à Chambéry SH sur le score de 31 à 27. C'est la première victoire pour Philippe Gardent après 5 défaites en finale.

### Matchs
Mis à jour le 25/05/2014 (J26)
| Résultats (dom.\ext.)                                      | PAUC  | CRMH  | CSH   | DBHB  | USDK  | USIH  | MAHB  | HBCN  | USAM  | PSG   | SRVHB | SAHB  | FTHB  | TFHB  |
| Pays d'Aix UCH                                             |       | 25-25 | 27-30 | 33-33 | 25-27 | 35-28 | 28-29 | 22-27 | 29-26 | 24-40 | 26-25 | 28-28 | 25-22 | 30-28 |
| Cesson-Rennes MHB                                          | 31-26 |       | 30-30 | 28-27 | 25-30 | 24-21 | 27-32 | 18-24 | 24-22 | 28-41 | 32-27 | 29-26 | 28-27 | 30-26 |
| Chambéry SH                                                | 32-24 | 26-31 |       | 36-30 | 21-17 | 32-24 | 33-30 | 32-28 | 35-25 | 31-26 | 33-34 | 31-30 | 30-31 | 26-29 |
| Dijon Bourgogne HB                                         | 21-18 | 27-26 | 28-32 |       | 20-25 | 25-25 | 22-27 | 19-27 | 22-24 | 28-30 | 25-25 | 26-31 | 23-26 | 26-29 |
| US Dunkerque HGL                                           | 27-20 | 26-23 | 26-32 | 26-25 |       | 25-22 | 25-25 | 24-25 | 27-17 | 25-21 | 23-25 | 30-22 | 31-27 | 30-24 |
| US Ivry                                                    | 20-21 | 28-28 | 24-22 | 25-24 | 22-23 |       | 25-30 | 24-29 | 29-23 | 23-26 | 28-30 | 26-28 | 28-30 | 25-26 |
| Montpellier AHB                                            | 40-28 | 32-34 | 40-30 | 27-22 | 25-26 | 35-31 |       | 31-26 | 27-26 | 36-28 | 35-31 | 39-28 | 36-25 | 29-21 |
| HBC Nantes                                                 | 26-25 | 29-22 | 32-23 | 34-26 | 19-22 | 32-25 | 29-29 |       | 22-27 | 30-26 | 31-27 | 32-27 | 29-30 | 34-25 |
| USAM Nîmes                                                 | 24-25 | 22-27 | 34-29 | 31-24 | 23-25 | 29-27 | 23-27 | 29-28 |       | 22-29 | 25-30 | 31-30 | 29-25 | 37-26 |
| PSG Handball                                               | 39-30 | 34-27 | 30-29 | 41-22 | 25-27 | 34-29 | 30-29 | 30-28 | 35-32 |       | 32-24 | 37-34 | 32-28 | 29-23 |
| Saint-Raphaël Var HB                                       | 41-32 | 26-25 | 28-27 | 26-18 | 21-30 | 31-23 | 31-30 | 27-31 | 35-33 | 31-36 |       | 36-33 | 28-29 | 29-26 |
| Sélestat Alsace handball                                   | 30-31 | 28-20 | 28-26 | 25-21 | 21-24 | 25-31 | 24-41 | 23-32 | 30-27 | 32-32 | 26-30 |       | 27-28 | 24-24 |
| Fenix Toulouse HB                                          | 27-19 | 34-30 | 30-31 | 30-26 | 21-24 | 25-24 | 23-28 | 31-27 | 34-26 | 29-29 | 30-22 | 31-22 |       | 29-25 |
| Tremblay-en-France HB                                      | 25-24 | 24-27 | 28-27 | 23-26 | 26-30 | 23-23 | 27-35 | 25-30 | 27-27 | 29-33 | 36-32 | 23-31 | 23-27 |       |
| - Victoire à domicile - Match nul - Victoire à l'extérieur |       |       |       |       |       |       |       |       |       |       |       |       |       |       |

### Évolution du Classement
Mis à jour le 25/05/2014
- Leader du classement

| MAHB | MAHB | MAHB | PSG | PSG | PSG | PSG | PSG | PSG | PSG | USDK | USDK | USDK | USDK | USDK | USDK | USDK | USDK | USDK | USDK | USDK | USDK | USDK | USDK | USDK | USDK |
|      |      |      |     |     |     |     |     |     |     |      |      |      |      |      |      |      |      |      |      |      |      |      |      |      |      |
| 01   | 02   | 03   | 04  | 05  | 06  | 07  | 08  | 09  | 10  | 11   | 12   | 13   | 14   | 15   | 16   | 17   | 18   | 19   | 20   | 21   | 22   | 23   | 24   | 25   | 26   |

- Journée par journée

| Club                             | 1  | 2  | 3  | 4  | 5  | 6  | 7  | 8  | 9  | 10 | 11 | 12 | 13 | 14 | 15 | 16 | 17 | 18 | 19 | 20 | 21 | 22 | 23 | 24 | 25 | 26 |
| -------------------------------- | -- | -- | -- | -- | -- | -- | -- | -- | -- | -- | -- | -- | -- | -- | -- | -- | -- | -- | -- | -- | -- | -- | -- | -- | -- | -- |
| Pays d'Aix                       | 14 | 8  | 6  | 8  | 11 | 12 | 10 | 11 | 10 | 10 | 10 | 8  | 9  | 9  | 10 | 10 | 10 | 10 | 10 | 10 | 10 | 11 | 12 | 10 | 10 | 9  |
| Cesson Rennes Métropole Handball | 7  | 5  | 9  | 9  | 7  | 5  | 6  | 8  | 7  | 6  | 6  | 7  | 7  | 7  | 7  | 8  | 8  | 7  | 6  | 6  | 6  | 6  | 6  | 6  | 6  | 7  |
| Chambéry Savoie Handball         | 6  | 9  | 7  | 6  | 4  | 8  | 8  | 5  | 6  | 9  | 9  | 11 | 8  | 8  | 8  | 7  | 6  | 6  | 8  | 8  | 8  | 8  | 8  | 8  | 8  | 8  |
| Dijon Bourgogne Handball         | 12 | 14 | 14 | 12 | 12 | 11 | 12 | 12 | 12 | 12 | 12 | 12 | 12 | 12 | 13 | 14 | 14 | 14 | 14 | 14 | 14 | 14 | 14 | 14 | 14 | 14 |
| Dunkerque HGL                    | 3  | 3  | 2  | 4  | 3  | 2  | 2  | 2  | 2  | 2  | 1  | 1  | 1  | 1  | 1  | 1  | 1  | 1  | 1  | 1  | 1  | 1  | 1  | 1  | 1  | 1  |
| US Ivry Handball                 | 13 | 11 | 13 | 14 | 14 | 14 | 13 | 14 | 14 | 14 | 14 | 14 | 14 | 14 | 14 | 13 | 12 | 12 | 13 | 13 | 13 | 13 | 13 | 13 | 13 | 13 |
| Montpellier AHB                  | 1  | 1  | 1  | 2  | 5  | 3  | 3  | 3  | 3  | 3  | 3  | 3  | 3  | 5  | 3  | 3  | 3  | 3  | 3  | 3  | 3  | 3  | 3  | 2  | 2  | 3  |
| HBC Nantes                       | 2  | 2  | 4  | 3  | 6  | 9  | 5  | 6  | 5  | 5  | 5  | 5  | 5  | 6  | 6  | 5  | 5  | 5  | 5  | 5  | 5  | 4  | 4  | 4  | 4  | 4  |
| USAM Nîmes Gard                  | 10 | 12 | 11 | 10 | 8  | 6  | 9  | 9  | 9  | 8  | 8  | 10 | 11 | 10 | 9  | 9  | 9  | 9  | 9  | 9  | 9  | 9  | 9  | 9  | 9  | 10 |
| Paris Saint-Germain              | 8  | 6  | 3  | 1  | 1  | 1  | 1  | 1  | 1  | 1  | 2  | 2  | 2  | 2  | 2  | 2  | 2  | 2  | 2  | 2  | 2  | 2  | 2  | 3  | 3  | 2  |
| Saint-Raphaël Var Handball       | 5  | 4  | 5  | 5  | 2  | 4  | 7  | 7  | 8  | 7  | 7  | 6  | 6  | 4  | 5  | 6  | 7  | 8  | 7  | 7  | 7  | 7  | 7  | 7  | 7  | 6  |
| Sélestat Alsace handball         | 4  | 7  | 10 | 7  | 10 | 10 | 11 | 10 | 11 | 11 | 11 | 9  | 10 | 11 | 11 | 11 | 11 | 11 | 11 | 11 | 11 | 12 | 10 | 11 | 11 | 11 |
| Fenix Toulouse Handball          | 9  | 10 | 8  | 11 | 9  | 7  | 4  | 4  | 4  | 4  | 4  | 4  | 4  | 3  | 4  | 4  | 4  | 4  | 4  | 4  | 4  | 5  | 5  | 5  | 5  | 5  |
| Tremblay-en-France Handball      | 11 | 13 | 12 | 13 | 13 | 13 | 14 | 13 | 13 | 13 | 13 | 13 | 13 | 13 | 12 | 12 | 13 | 13 | 12 | 12 | 12 | 10 | 11 | 12 | 12 | 12 |

### Champion de France 2013-2014
| Champion de France de handball 2013-2014 US Dunkerque HGL 1er titre |

L'effectif de l'US Dunkerque HGL est :
- Vincent Gérard (GDB)
- William Annotel (GDB)
- Benjamin Afgour
- Bastien Lamon
- Kornél Nagy
- Jaleleddine Touati
- Théophile Caussé
- Pierre Soudry
- Julian Emonet
- Romain Guillard
- Mickaël Grocaut
- Guillaume Joli
- Espen Lie Hansen
- Mohamed Mokrani
- Baptiste Butto
- Erwan Siakam-Kadji

## Statistiques et récompenses

### Équipe-type
À l'issue du championnat, le 25 mai 2014, les acteurs majeurs de la saison 2013-2014 ont été récompensés par la LNH lors de la Nuit du Handball :
- Meilleur joueur : Jérôme Fernandez (Fenix Toulouse Handball)
- Meilleur gardien de but : Vincent Gérard (Dunkerque Handball Grand Littoral)
- Meilleur ailier gauche : Michaël Guigou (Montpellier Agglomération Handball)
- Meilleur arrière gauche : Jérôme Fernandez (Fenix Toulouse Handball)
- Meilleur demi-centre : Diego Simonet (Montpellier Agglomération Handball)
- Meilleur pivot : Igor Anic (Cesson Rennes Métropole Handball)
- Meilleur arrière droit : Jorge Maqueda (HBC Nantes)
- Meilleur ailier droit : Dragan Gajić (Montpellier Agglomération Handball)
- Meilleur entraîneur : Patrick Cazal (Dunkerque Handball Grand Littoral)
- Meilleur espoir : Gonzalo Pérez de Vargas (Fenix Toulouse Handball)
- Meilleur défenseur : Rock Feliho (HBC Nantes)

### Meilleurs buteurs
À l'issue de la saison, les meilleurs buteurs de la saison sont :
| #  | Joueur             | Club                | Buts | Tirs | % Tir | MJ | BPM  | 7m |
| -- | ------------------ | ------------------- | ---- | ---- | ----- | -- | ---- | -- |
| 1  | Dragan Gajić       | Montpellier AHB     | 192  | 254  | 75,6% | 25 | 7,68 | 68 |
| 2  | Valero Rivera      | HBC Nantes          | 173  | 240  | 72,1% | 26 | 6,65 | 86 |
| 3  | Jérôme Fernandez   | Fenix Toulouse HB   | 169  | 283  | 59,7% | 21 | 8,05 | 61 |
| 4  | Pierrick Naudin    | Dijon Bourgogne HB  | 154  | 261  | 59,0% | 26 | 5,92 | 50 |
| 5  | Guillaume Saurina  | USAM Nîmes Gard     | 154  | 299  | 51,5% | 25 | 6,16 | 49 |
| 6  | Raphaël Caucheteux | Saint-Raphaël VHB   | 142  | 188  | 75,5% | 26 | 5,46 | 58 |
| 7  | Morten Olsen       | Saint-Raphaël VHB   | 137  | 244  | 56,2% | 26 | 5,27 | 23 |
| 8  | Baptiste Butto     | Dunkerque HGL       | 133  | 203  | 65,5% | 23 | 5,78 | 52 |
| 9  | Nemanja Ilić       | Fenix Toulouse HB   | 132  | 207  | 63,8% | 26 | 5,08 | 31 |
| 10 | Fahrudin Melić     | Paris Saint-Germain | 126  | 182  | 69,2% | 22 | 5,73 | 56 |

### Meilleurs gardiens
À l'issue de la saison, les meilleurs gardiens de buts de la saison sont :
| #  | Joueur                  | Club                     | Arrêts / Tirs | %      | MJ | APM  | 7 m     |
| -- | ----------------------- | ------------------------ | ------------- | ------ | -- | ---- | ------- |
| 1  | Yann Genty              | Cesson Rennes MHB        | 351 / 1012    | 34,7 % | 26 | 13,5 | 20 / 88 |
| 2  | Gonzalo Pérez de Vargas | Fenix Toulouse HB        | 299 / 724     | 41,3 % | 26 | 11,5 | 16 / 52 |
| 3  | Vincent Gérard          | Dunkerque HGL            | 299 / 762     | 39,2 % | 26 | 11,5 | 22 / 85 |
| 4  | Cyril Dumoulin          | Chambéry Savoie HB       | 297 / 867     | 34,3 % | 26 | 11,4 | 13 / 59 |
| 5  | Yassine Idrissi         | USAM Nîmes Gard          | 258 / 736     | 35,1 % | 26 | 9,9  | 18 / 60 |
| 6  | Slaviša Đukanović       | Saint-Raphaël Var HB     | 252 / 788     | 32,0 % | 25 | 10,1 | 12 / 52 |
| 7  | Gorazd Škof             | HBC Nantes               | 238 / 671     | 35,5 % | 27 | 8,8  | 12 / 58 |
| 8  | Robin Cappelle          | Pays d'Aix UC            | 235 / 730     | 32,2 % | 25 | 9,4  | 16 / 62 |
| 9  | Obrad Ivezic            | Sélestat Alsace Handball | 232 / 700     | 33,1 % | 25 | 9,3  | 11 / 49 |
| 10 | Nebojša Stojinović      | Dijon Bourgogne HB       | 226 / 682     | 33,1 % | 23 | 9,8  | 21 / 74 |

## Bilan de la saison
| Tableau d'honneur de la saison 2013-2014   |                                    |                                             |
| Compétition                                | Vainqueur                          | Commentaire                                 |
| Championnat de France                      | Dunkerque Handball Grand Littoral  | 1er titre                                   |
| Coupe de France                            | Paris Saint-Germain Handball       | 2e victoire                                 |
| Coupe de la Ligue                          | Montpellier Agglomération Handball | 9e victoire                                 |
| Trophée des champions                      | Chambéry Savoie Handball           | 1re victoire                                |
| Bilan en coupes d'Europe 2013-2014         |                                    |                                             |
| Compétition                                | Qualifiés                          | Commentaire                                 |
| Ligue des champions                        | Paris Saint-Germain                | Éliminé en quarts de finale                 |
| Ligue des champions                        | Dunkerque Handball Grand Littoral  | Éliminé en phase de poule                   |
| Coupe de l'EHF                             | Montpellier AHB                    | Finaliste                                   |
| Coupe de l'EHF                             | HBC Nantes                         | Éliminé en quarts de finale                 |
| Coupe de l'EHF                             | Chambéry Savoie Handball           | Éliminé en phase de poule                   |
| Qualifications européennes 2014-2015       |                                    |                                             |
| Compétition                                | Qualifiés                          | Commentaire                                 |
| Ligue des champions                        | US Dunkerque HGL                   | En tant que champion de France              |
| Ligue des champions                        | Paris Saint-Germain                | Invité, en tant que vice-champion de France |
| Ligue des champions                        | Montpellier AHB                    | Invité, en tant que 3e du championnat       |
| Coupe de l'EHF                             | HBC Nantes                         | En tant que 4e du championnat               |
| Coupe de l'EHF                             | Fenix Toulouse Handball            | En tant que 5e du championnat               |
| Promotions et relégations                  |                                    |                                             |
| Relégués en Championnat de France de D2    | US Ivry                            | Après 57 saisons en D1                      |
| Relégués en Championnat de France de D2    | Dijon Bourgogne Handball           | Après deux saisons en D1                    |
| Promu : Champion de France de D2           | Union sportive de Créteil handball | Retour en D1 après une saison en D2         |
| Promu : Vainqueur des barrages d'accession | Istres Ouest Provence Handball     | Retour en D1 après une saison en D2         |